# Grouches and Smiles
Pour plus de détails, voir Fiche technique et Distribution.
Grouches and Smiles (littéralement, Grognements et sourires) est un film muet américain réalisé par Lynn Reynolds, sorti en 1916.

## Fiche technique
- Titre : Grouches and Smiles
- Réalisation : Lynn Reynolds
- Scénario : Lynn Reynolds, d'après une histoire de Val Paul (en)
- Producteur : Carl Laemmle
- Société de production :  Universal Film Manufacturing Company
- Société de distribution :  Universal Film Manufacturing Company
- Pays d'origine :  États-Unis
- Langue : film muet avec les intertitres en anglais
- Métrage : 300 m (1 bobine)
- Format : Noir et blanc — 35 mm — 1,33:1 — Muet
- Genre : Comédie dramatique
- Durée : 10 minutes
- Dates de sortie : 
  -  États-Unis : 18 mai 1916

## Distribution
- Myrtle Gonzalez :
- Alfred Allen :
- Frankie Lee :
- Val Paul (en) :
- Ruby Cox :